# Ljuben Dimanov
Ljuben Petrov Dimanov är en bulgarisk konstnär född den 19 april 1933 i Knezja, Bulgarien. Examinerades i muralmålning av professor Georgi Bogdanov från Konstakademien i Sofia 1958.
Några av hans verk finns samlade på Albertina i Wien, Tretjakovgalleriet i Moskva, Nationalgalleriet i Sofia och Nationalgalleriet i Tbilisi.